# Hedy Schlunegger
Hedwig («Hedy») Schlunegger (* 10. März 1923 in Wengen; † 3. Juli 2003 in Grindelwald) war eine Schweizer Skirennfahrerin. Sie wurde siebenfache Schweizer Meisterin und 1948 Olympiasiegerin in der Abfahrt.

## Biografie
Hedy Schlunegger wuchs zusammen mit sechs älteren Geschwistern im Café Oberland im Wengener Ortsteil In Gassen auf. Ihr Vater, der 1939 in den Lobhörnern verstarb, war als Bergführer häufig unterwegs, und alle Kinder mussten die Mutter im Café unterstützen. Den Rückweg vom Milchtransport im Winter legte Schlunegger auf Ski zurück, was sie später als ihr Training bezeichnete. Für echtes Skitraining blieb kaum Zeit. Später nahm sie eine Arbeit als Serviceangestellte auf der Kleinen Scheidegg an, wo sie auch ihren späteren Ehemann kennen lernte. Den Rückweg nach Wengen bewältigte sie im Winter ebenfalls stets auf Ski.
Im Skirennsport trat Hedy Schlunegger erstmals zu Beginn der 1940er-Jahre in Erscheinung, nachdem ihr älterer Bruder Hans Schlunegger bereits in den 1930er-Jahren ein erfolgreicher Skirennfahrer gewesen war. Sie gewann 1942 als Juniorin die Abfahrt der Schweizer Skimeisterschaften in Grindelwald mit einer um sechs Sekunden schnelleren Zeit als die beste Seniorin Erna Steuri und wurde erstmals Schweizer Meisterin. Kurz darauf belegte sie beim Ski-Länderwettkampf Frankreich–Schweiz in ihrem Heimatort Wengen den dritten Platz in der Abfahrt. Im nächsten Winter gewann Schlunegger bei den Schweizer Meisterschaften 1943 in Arosa erneut die Abfahrt der Juniorinnen. Sie blieb diesmal aber knapp sechs Sekunden hinter der besten Seniorin und Schweizer Meisterin Antoinette Meyer. Mit einem zweiten Platz im Slalom gewann sie aber den Schweizer Meistertitel in der Alpinen Kombination. 1944, nun in der Seniorenklasse startend, sicherte sie sich in Gstaad zum zweiten Mal den Titel der Schweizer Abfahrtsmeisterin.
In den Jahren 1946 (in Davos) und 1947 (in Wengen) wurde Schlunegger jeweils zweifache Schweizer Meisterin in Abfahrt und Kombination, womit sie in ihrer Karriere insgesamt sieben Meistertitel gewann – so viele wie keine andere vor ihr. 1947 erzielte sie bei den Arlberg-Kandahar-Rennen in Mürren jeweils Platz vier im Slalom und in der Kombination sowie Rang fünf in der Abfahrt.
1948 erreichte Schlunegger zunächst den zweiten Platz in der Abfahrt der SDS-Rennen in Grindelwald, ehe sie in St. Moritz ihren grössten Erfolg feierte: Bei den Olympischen Winterspielen 1948 wurde sie trotz eines Sturzes im Abschnitt Kanonenrohr, der sie allerdings nicht viel Zeit kostete, mit acht Zehntelsekunden Vorsprung auf die Österreicherin Trude Jochum-Beiser Olympiasiegerin und zugleich Weltmeisterin in der Abfahrt. Im Kombinationsslalom belegte sie Rang 15, womit sie in der Kombination Achte wurde. Bald darauf zog sie sich vom Skirennsport zurück.
1949 heiratete Hedy Schlunegger den Bergführer und Wildhüter Christian Kaufmann, mit dem sie zusammen in seinem Heimatort Grindelwald wohnte. Von 1950 bis 1953 kamen drei Töchter zur Welt, von denen zwei ebenfalls an Skirennen teilnahmen. 1959 eröffnete das Ehepaar Kaufmann-Schlunegger ein Sportgeschäft in Grindelwald, das es bis 1992 führte. 1996 starb Schluneggers Ehemann, und 1999 kamen ihr Neffe und dessen Frau ums Leben, als das Café Oberland von einer Lawine verschüttet wurde. Hedy Kaufmann-Schlunegger verstarb im Juli 2003 im Alter von 80 Jahren. Ihre Enkelin Martina Schild wurde ebenfalls eine erfolgreiche Skirennfahrerin.

## Erfolge

### Olympische Winterspiele
(zählten zugleich als Weltmeisterschaften)
- St. Moritz 1948: 1. Abfahrt, 8. Kombination

### Schweizer Meisterschaften
- Siebenfache Schweizer Meisterin:
  - 4 × Abfahrt (1942, 1944, 1946 und 1947)
  - 3 × Kombination (1943, 1946 und 1947)

### Weitere
- 2. Platz in der Abfahrt der SDS-Rennen in Grindelwald 1948